# Enfield, Nam Úc
Enfield là tên một vùng ngoại ô của Thành phố Port Adelaide Enfield ở miền tây bắc thành phố Adelaide, thủ đô tiểu bang Nam Úc, nước Úc. Ngoại ô được bao quanh bởi các vùng Gepps Cross, Blair Athol và Clearview ở miền bắc, và Prospect, Sefton Park và Broadview ở cực Nam nước Úc. Mã bưu điện của ngoại ô là 5085.